# Пропећ
Пропећ је слана пита која се често спрема на југу Србије. Потиче са Косова и Метохије и проширила се на просторе око Владичиног Хана, Врања, Бујановца.

## Састојци
Тесто за пропећ се прави од:
- брашна
- воде
- соли
- сир и јаја за фил
- и растопљена свињска маст се користи за премазивање кора

## Припрема
Од наведених састојака се прави фино мекано тесто. Тесто мора да буде мекано и погодно за израду кора. Од добијеног теста се праве кугле које се развлаче оклагијом и праве се кружни облици дебљине 4 mm.
Кора се затим се премазују растопљеном свињском машћу. Кора се након овога опет премеси у куглу и понавља се поступак оклагијом, и богато се премазује растопљеном машћу. Тако развучена кора се премешта у тепсију, такође кружног облика. Због аутентичности изгледа важно је да кора буде шира од тепсије. У центар коре се ставља надев од сира и јаја и пита се формира тако што се ивице преклапају ка средини.